# 국소마취제
국소마취제(영어: local anesthetic, LA)는 국소감각마비(局所感覺痲痹)를 일으키기 위해 국소 부위(몸의 일부 부위)에만 마취효과를 일으키도록 마취제를 사용하여 신체의 일정 부위의 감각이 소실되는 상태를 만드는 약물이다. 국소마취제는 통증 감각을 일시적으로 없앤다. 특정 신경 경로(국소 마취 신경 차단)에 사용하면 근육력 상실의 마비가 일어난다.

## 소듐의 통로
일부 국소마취제의 기전은 신경세포의 나트륨통로와 강제적인 개폐와 관련있다.

## 같이 보기
- 아밀로카인(Amylocaine)